# Harold Lee Alden
Harold Lee Alden (Chicago, Illinois, 10 de gener de 1890 - Charlottesville, 3 de febrer de 1964) fou un astrònom estatunidenc.
Alden obtingué el seu grau de batxillerat a la Universitat de Wheaton el 1912. Després va obtenir el seu grau de màster el 1913 a la Universitat de Chicago. Treballà, en paral·lel amb els seus estudis, com a assistent de fotometria a l'Observatori Yerkes (1912-1914). Continuà els seus estudis de postgrau en astronomia a la Universitat de Virgínia, treballant-hi amb el professor Samuel Alfred Mitchell. Va rebre el seu doctorat el 1917, amb el treball de tesis Observations of long period variable stars at the Leander McCormick Observatory (Observacions d'estels variables de períodes prolongats a l'Observatori Leander McCormick).
Deixà la Universitat de Virgínia el 1925 (on hi havia arribat a ésser professor ajudant) per anar-se'n a la recentment establerta Estació de la Universitat Yale a Johannesburg, Sud-àfrica, amb el càrrec de Director. Hi passà els següents vint anys treballant amb un refractor de focus llarg per determinar el paralatge dels estels de l'hemisferi sud.
Alden tornà a la Universitat de Virgínia el 1945 per succeir Samuel Alfred Mitchell com a professor d'astronomia, cap del departament d'astronomia, i director de l'observatori Leander McCormick. La majoria del treball d'Alden a la Universitat de Virgínia, tant abans com després de la seva estada a Sud-àfrica, consistí en mesures del paralatge, moviment propi i observacions visuals en estels variables de períodes prolongats.
Fou vicepresident de l'Associació Americana per l'Avanç de la Ciència, i president de la seva secció d'astronomia (la Secció D) el 1951. Del 1952 fins al 1955 fou president de la Comissió 24, encarregada dels paralatges estel·lars, a la Unió Astronòmica Internacional.
Alden es retirà de la Universitat de Virgínia el 30 de juny de 1960. Va morir el 1964, sobrevivint a la seva esposa Mildred i als seus tres fills.
El cràter lunar Alden, al costat ocult de la Lluna, fou anomenat així en el seu honor.